# Psychotria bakeri
Psychotria bakeri är en måreväxtart som beskrevs av John Duncan Dwyer. Psychotria bakeri ingår i släktet Psychotria och familjen måreväxter. Inga underarter finns listade i Catalogue of Life.